# Zakłady Tłuszczowe „Kruszwica”
Zakłady Tłuszczowe „Kruszwica” SA – przedsiębiorstwo przemysłu spożywczego, zlokalizowane w Kruszwicy, w województwie kujawsko-pomorskim. Jest największym w Polsce i jednym z największych w Europie Środkowej przetwórcą nasion oleistych i producentem tłuszczów roślinnych. Specjalizuje się w produkcji olejów butelkowanych, margaryn oraz tłuszczów dla potrzeb spożywczych i przemysłowych, m.in. biopaliw. Jest częścią Grupy Bunge.

## Charakterystyka
ZT Kruszwica posiada trzy zakłady produkcyjne: w Kobylnikach koło Kruszwicy, Brzegu i Gdańsku oraz biuro w Warszawie. Zakłady posiadają certyfikaty ISO 14001. W 2011 roku przychód przedsiębiorstwa sięgał 2,3 mld zł, a zysk ok. 30 mln zł.
Produkty znane są powszechnie na rynku krajowym oraz eksportowane są m.in. na Węgry, do Niemiec, Rumunii, Izraela, Bułgarii, Słowacji i Gruzji.

### Produkty
Głównymi markami grupy Kruszwica, przeznaczonymi dla klientów indywidualnych są oleje: „Kujawski z pierwszego tłoczenia”, „Omega 3”, „Bartek”, „Olek” oraz margaryny: „Palma”, „Smakowita”, „Optima”, „Słynne MR Roślinne”, „Finuu”, „Masmix” i inne. ZT Kruszwica jest wyłącznym dystrybutorem wszystkich produktów Grupy Bunge w Polsce.

### Akcjonariat
Większościowym udziałowcem (64% akcji) ZT Kruszwica jest Bunge Limited – globalny koncern rolno-spożywczy z siedzibą w Stanach Zjednoczonych, prowadzący działalność w ponad 40 krajach świata. Udziały w pakiecie akcji mają także:
Windstorm Trading & Investment Limited – 25%, Altus TFI SA – 5% i pozostali – 6%.

### Zakład w Brzegu
Protoplastą zakładu w Brzegu w województwie opolskim była cukrownia założona w 1936 roku. W 1950 wybudowano w tym miejscu nowe zakłady produkujące oleje spożywcze i margarynę. W 2007 zakład znalazł się strukturach ZT „Kruszwica” i grupy Bunge. W zakładzie produkuje się Olej Kujawski oraz margaryny spożywcze. Wytwarzana jest tu również lecytyna spożywcza oraz olej do produkcji biokomponentów. Zatrudnienie sięga 250 osób.

## Historia

### Okres PRL
W 1949 roku władze państwowe podjęły decyzję o budowie w Kruszwicy fabryki przemysłu tłuszczowego. Lokalizacja na Kujawach miała sprzyjać dostępowi do surowca – rzepaku, który można było uprawiać na okolicznych żyznych gruntach ornych. Inwestycję wpisano w plan sześcioletni i zrealizowano w latach 1952–1956.
Uruchomienie przedsiębiorstwa zwanego Kujawskimi Zakładami Przemysłu Tłuszczowego nastąpiło we wrześniu 1956. Zakład posiadał moc przerobową 45 tysięcy ton nasion oleistych w skali roku. Początkowo jako surowca używano ziaren rzepaku, nasion olejowca gwinejskiego (do wyrobu oleju palmowego) oraz ziaren soi, sprowadzanych z Chin. W skład pierwotnej infrastruktury wchodziły: elewator o wysokości 42 m, zespół silosów, budynek tłoczni i ekstrakcji oraz bocznica kolejowa. Całość wzniesiono na terenie przylegającym do cukrowni Kruszwica, skąd pozyskiwano parę technologiczną. Pierwsze urządzenia technologiczne, m.in. prasy ślimakowe, łamacze i czteropalcówki sprowadzono z NRD, a maszyny do ekstrakcji ze Szwajcarii. Krajowy przemysł do Kruszwicy dostarczył urządzenia pomocnicze, transportery, płatkownice, prasy filtracyjne. Początkowo wytwarzano tylko olej surowy.
W latach 1957–1963 zakład rozbudowywano i modernizowano według projektów warszawskiego biura „Cukroprojekt”. Powstały m.in. nowe silosy, rafineria, margarynownia, utwardzalnia, dział elektrolizerni do wytwarzania wodoru, dział tlenowni oraz budynki zaplecza technicznego oraz biurowiec ze świetlicą. Wyposażenie uzupełniono o maszyny importowane m.in. z Wielkiej Brytanii (linia produkcyjna margarynowni) i RFN (urządzenia do rafinacji ciągłej). Do utwardzania tłuszczów używano wodoru, wytwarzanego na miejscu w procesie elektrolizy. Na etapie planowania i wykonawstwa doszło do szeregu nieprawidłowości, m.in. nie zaprojektowano wentylacji w halach, w których latem temperatura dochodziła do 50 stopni, wykonano wadliwe zawory technologiczne przeznaczone na niższe ciśnienie itp. Duże zapotrzebowanie zakładu na energię elektryczną powodowało wyłączenia energii elektrycznej dla mieszkańców Kruszwicy i okolic. Z powodu niedoborów rzepaku, którego miejscowa produkcja nie wystarczała – sprowadzano go do Kruszwicy m.in. z województwa poznańskiego, zielonogórskiego, koszalińskiego i wrocławskiego. Wymagana ilość surowca – 100 tys. ton rzepaku wymagała rozbudowy sieci specjalistycznych magazynów na obszarze całego kraju oraz rozwiniętej infrastruktury transportowej. Tymczasem dostępna zdolność magazynowa wynosiła 46 tys. ton. Z powodu złego przechowywania część ziarna ulegała zniszczeniu.
W latach 60. XX w. zakłady produkowały 30 tys. ton margaryny rocznie, którą rozprowadzano w handlu wewnętrznym własnym transportem. Były to produkowane w kostkach: „Mleczna” i „Palma”. Śrutę, będącą pozostałością po procesie produkcyjnym przekazywano do wykorzystania rolniczego jako komponent pasz dla zwierząt. Zakład obok działalności produkcyjnej odgrywał pozytywną rolę na płaszczyźnie społecznej w Kruszwicy, finansując działalność kulturalną, sportową i edukacyjną. Jak wiele dużych przedsiębiorstw w okresie PRL, fabryka dysponowała własną gastronomią, organizowała wczasy dla pracowników oraz budowała mieszkania zakładowe.
W latach 70. XX w. rozpoczęto rozbudowę zakładów na oddzielnym terenie w Kobylnikach koło Kruszwicy. W 1971 roku powstała tu bateria 9 silosów na nasiona, kilka lat później – zakład produkcji opakowań masła roślinnego, a w latach 1975–1976 nowa olejarnia o przerobie 220 tys. ton nasion rocznie. W starej części zakładu w 1973 roku wzniesiono dział produkcji masła roślinnego oraz rozbudowano dział rafinerii, zwiększając jej zdolność produkcyjną o 70%, a w 1978 – remizę zakładowej straży pożarnej. W drugiej połowie lat 70. cykl inwestycyjny zakładu przeciągał się z powodu charakterystycznych dla tego okresu: opóźnień w dostawach materiałów i urządzeń, ograniczonych mocy przerobowych przedsiębiorstw budowlanych, marnotrawstwa i brakoróbstwa. W 1977 roku na dokończenie prac brakowało 47 mln zł.
W 1980 roku zakłady w Kruszwicy skupiały połowę potencjału branży olejarskiej w kraju. Zatrudnienie sięgało 2 tys. osób. Panująca wówczas tzw. gospodarka niedoboru zapewniała zbyt każdej ilości produktów. Z uwagi na deficyt masła na polskim rynku, hitem w handlu wewnętrznym było produkowane w Kruszwicy, pakowane w pudełka plastikowe masło roślinne. W latach 80. XX w. rozbudowywano „nowy” zakład w Kobylnikach. W 1987 rozpoczęto budowę kolejnej baterii silosów, w 1988 oddano do użytku oczyszczalnię ścieków, w 1989 rozpoczęto budowę nowej rafinerii o zdolności przerobowej 75,8 tys. ton, w 1990 zainstalowano nową linię produkcyjną do wytwarzania margaryn oraz zmodernizowano bazę transportową. Pod koniec lat 80. zakład uchodził za uciążliwy dla środowiska. Dużo ścieków trafiało do jeziora Gopło i rzeki Noteci, a wokół zakładu roznosił się nieprzyjemny zapach, następstwo procesów technologicznych.

### Okres III RP

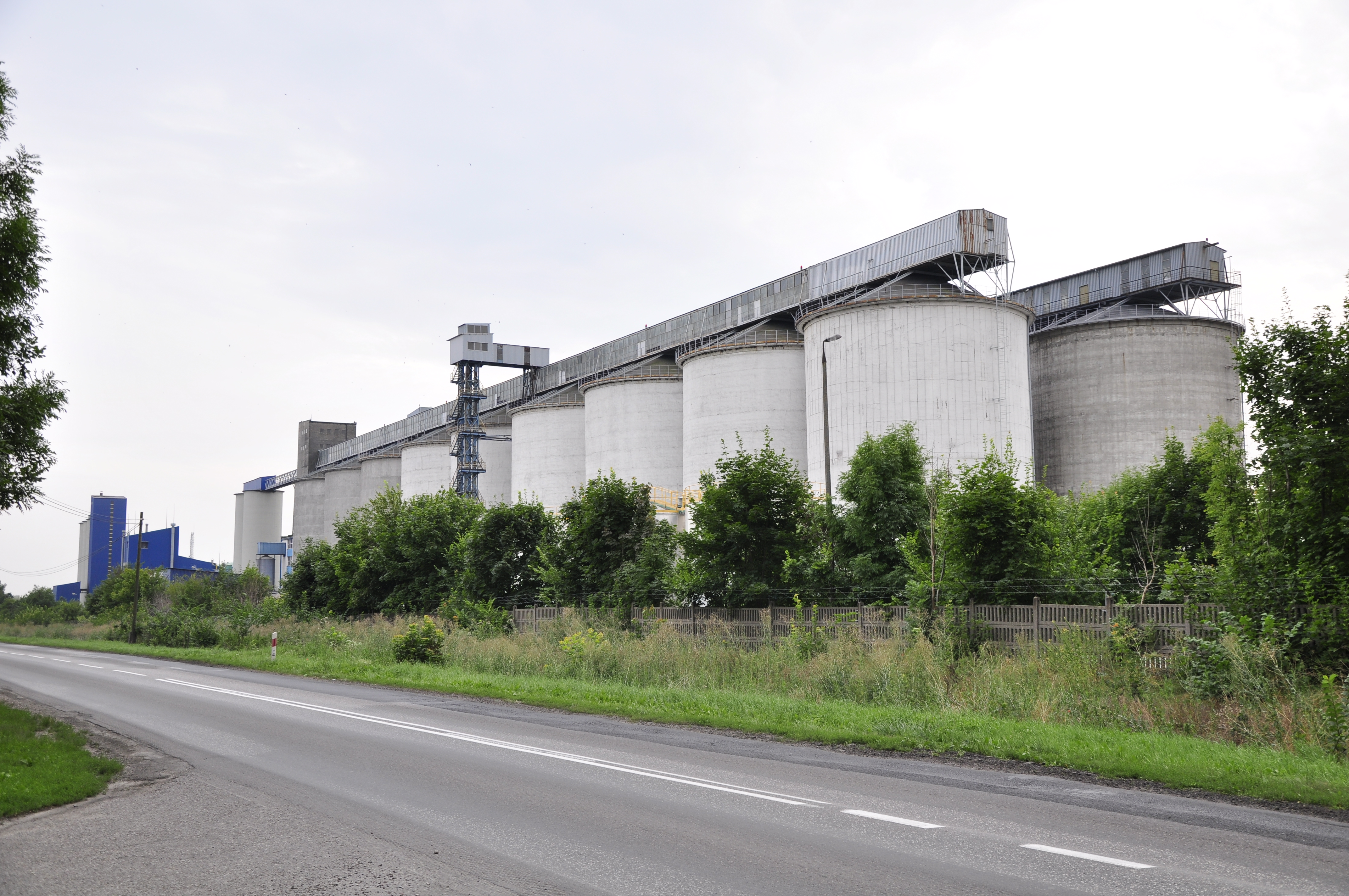
Widok silosów ZT "Kruszwica" z DK62.

Po transformacji ustrojowej w 1989 roku, zakłady funkcjonowały w nowej rzeczywistości gospodarczej opartej na zasadach rynkowych. Rozpoczęto akcje reklamowe, promujące sztandarowe produkty. W grudniu 1995 roku Minister Przekształceń Własnościowych podpisał akt przekształcenia państwowych Kujawskich Zakładów Przemysłu Tłuszczowego w spółkę akcyjną Skarbu Państwa o nazwie Zakłady Tłuszczowe Kruszwica.
Od 6 stycznia 1997 roku akcje spółki notowane były na warszawskiej GPW. W 1997 rozpoczęto proces prywatyzacji bezpośredniej przedsiębiorstwa. Inwestorem strategicznym został Cerol Holding, który za kwotę 33,9 mln dolarów kupił 46 proc. udziałów ZT Kruszwica, zobowiązując się m.in. do udostępnienia licencji i know-how.
Do końca lat 90. wygaszono produkcję w „starym” zakładzie, natomiast systematycznie rozbudowywano „nowy” zakład w Kobylnikach koło Kruszwicy. Pod koniec lat 90. wybudowano własną kotłownię pary technologicznej na terenie nowego zakładu, rezygnując z kooperacji z cukrownią Kruszwica. Począwszy od 2000 roku zakład znajdował się rokrocznie w rankingu największych polskich firm (Lista 500 Polityki), plasując się na miejscach 100-250.
W październiku 2002 Bunge Investments France, kontrolowana przed Bunge Limited kupiła od grupy Edison 55 proc. udziałów w Cerol i złożyła ofertę wykupu pozostałych akcji. W następstwie tych działań holenderska grupa Bunge – jeden z największych na świecie przetwórców nasion oleistych, działający w 30 krajach świata – stała się właścicielem zakładu, dysponując 64% kapitału ZT Kruszwica.
W kolejnych latach spółka konsekwentnie realizowała strategię konsolidacji branży olejarskiej w kraju, dzięki której umocniła się na pozycji lidera. W 2006 roku przejęła kontrolę właścicielską nad: Ewico Brzeg (dawna Kama Foods), ZPT Olvit w Gdańsku oraz Olvit-Pro Warszawa, w 2009 w Zakładach Przemysłu Tłuszczowego w Warszawie SA, a w 2012 w Zakładach Przemysłu Tłuszczowego „Elmilk” w Szczecinku (producenta m.in. Benevity i Palmy). W 2012 roku zakład ZPT w Warszawie, a w 2014 także w Szczecinku zamknięto, przenosząc produkcję do zakładu grupy Bunge w Karczewie. Spółka promowała własne silne marki handlowe, m.in. oleje Kujawski i Bartek oraz margaryny Palma i Smakowita. Działalność poszerzono również o handel roślinami oleistymi oraz rafinowanymi olejami roślinnymi do zastosowań przemysłowych i biopaliw. Z uwagi na dobre wyniki finansowe, spółka corocznie wypłacała dywidendy akcjonariuszom. Udana prywatyzacja przyczyniła się do tego, że spółka jest obecnie liderem branży w kraju i jednym z największych graczy w Europie Środkowo-Wschodniej.